# Power, Corruption & Lies
Power, Corruption & Lies è il secondo album della band inglese New Order, uscito nel maggio 1983 per la Factory Records.

## Descrizione
Totalmente differente dal precedente Movement, vede un uso maggiore di sintetizzatori e sonorità decisamente meno dark. Ha ottenuto un grande successo commerciale.

## Copertina

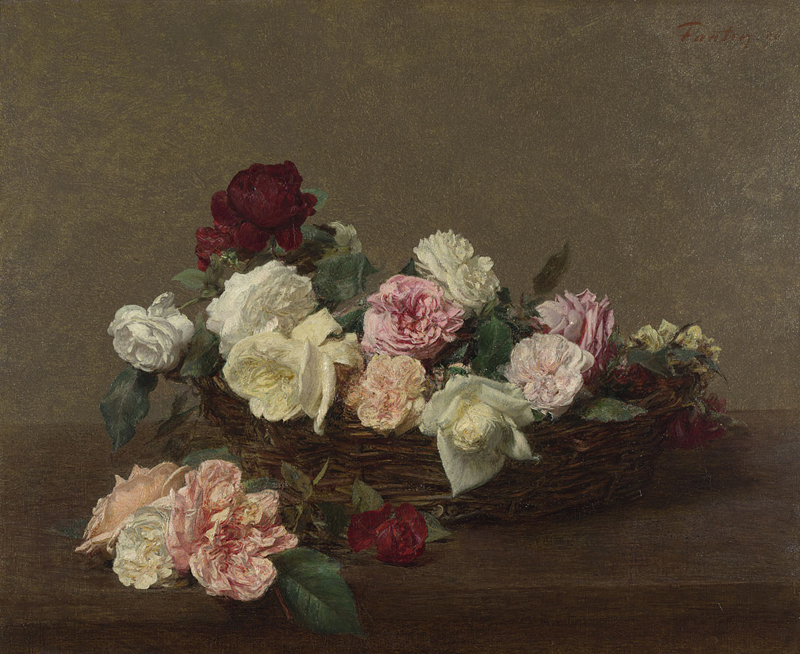
Fantin-Latour, Panier de roses (1890).

Il disegno della copertina è l'opera “A Basket of Roses” (trad.: un cesto di rose) dell'artista francese Henri Fantin-Latour. Il designer dell'album, Peter Saville, trovò l'opera raffigurata su una cartolina acquistata alla National Gallery e pensò di utilizzarla per questo lavoro.

## Tracce
1. Age of Consent – 5:16
2. We All Stand – 5:14
3. The Village – 4:37
4. 5 8 6 – 7:31
5. Your Silent Face – 6:00
6. Ultraviolence – 4:52
7. Ecstasy – 4:25
8. Leave Me Alone – 4:40

### 2008 Collector's Edition bonus disc
1. "Blue Monday" – 7:32
2. "The Beach" – 7:22
3. "Confusion" – 8:15
4. "Thieves Like Us" – 6:38
5. "Lonesome Tonight" – 5:13
6. "Murder" – 3:57
7. "Thieves Like Us" (Instrumental)" – 6:59
8. "Confusion" (Alt Version) (Instrumental) – 7:36

La versione americana dell'album, pubblicata precedentemente all'uscita della Collector's Edition, conteneva il brano "Blue Monday" alla fine della prima facciata, e "The Beach" alla fine della seconda.

## Formazione
New Order
- Bernard Sumner - voce, chitarre, sintetizzatore
- Peter Hook - basso, percussione elettronica
- Stephen Morris - batteria, sintetizzatore
- Gillian Gilbert - sintetizzatore, chitarre

Tecnici
- New Order - produzione
- Michael Johnson - engineering

## Classifiche
| Classifica (2021) | Posizione massima |
| ----------------- | ----------------- |
| Grecia            | 21                |